# Kafr Qouq, Syria
Kafr Qouq hoặc Kafr 17: q (tiếng Ả Rập: كفرقوق) là một ngôi làng Syria thuộc huyện Qatana của Tỉnh Rif Dimashq. Theo Cục Thống kê Trung ương Syria (CBS), Kafr Qouq có dân số 1.015 trong cuộc điều tra dân số năm 2004.